# The Door to Doom
The Door to Doom è il dodicesimo album in studio del gruppo doom metal svedese Candlemass, pubblicato nel 2019.

## Tracce
1. Splendor Demon Majesty – 5:29
2. Under the Ocean – 6:12
3. Astorolus - The Great Octopus (featuring Tony Iommi) – 6:42
4. Bridge of the Blind – 3:43
5. Death's Wheel – 6:50
6. Black Trinity – 6:05
7. House of Doom – 6:26
8. The Omega Circle – 7:16

## Formazione

### Gruppo
- Leif Edling – basso
- Mats Mappe Björkman – chitarra
- Johan Längqvist – voce
- Lars Johansson – chitarra
- Jan Lindh – voce

### Altri musicisti
- Tony Iommi - chitarra solista (nel brano "Astorolus - The Great Octopus")
- Mats Levén - cori
- Stefan Berggren - cori
- Jennie-Ann Smith - cori
- Rickard Nilsson - tastiere (nei brani "Splendor Demon Majesty", "Astorolus - The Great Octopus" e "Bridge of the Blind")
- Carl Westholm - mellotron (nel brano "Bridge of the Blind")
- Andreas "Habo" Johansson - batteria (outro nel brano "The Omega Circle")
- Michael Blair - percussioni